# 莱塞济
莱塞济（法語：Les Eyzies，法語發音：[le.z‿ezi]）是法国多尔多涅省的一个市镇，属于萨拉拉卡内达区。该市镇于2019年由原市镇莱塞济德塔亚克-锡勒伊、马诺里和圣西尔克合并而成，行政中心位于莱塞济德塔亚克-锡勒伊。

## 地理
莱塞济（44°56'12"N, 1°1'5"E）面积53.37 平方千米，位于法国新阿基坦大区多爾多涅省，该省份为法国西南部内陆省份，是法國本土面积第三大的省，大致对应佩里戈尔地区，北起顺时针与夏朗德省、上维埃纳省、科雷兹省、洛特省、洛特-加龙省、吉倫特省和滨海夏朗德省接壤。
与莱塞济接壤的市镇（或旧市镇、城区）包括：弗勒拉克、蒂尔萨克、佩扎克勒穆斯捷、马尔凯、圣安德烈达拉斯、梅拉尔、圣西普里安、康帕涅、勒比格、萨维尼亚克-德米尔蒙。
莱塞济的时区为UTC+01:00、UTC+02:00（夏令时）。

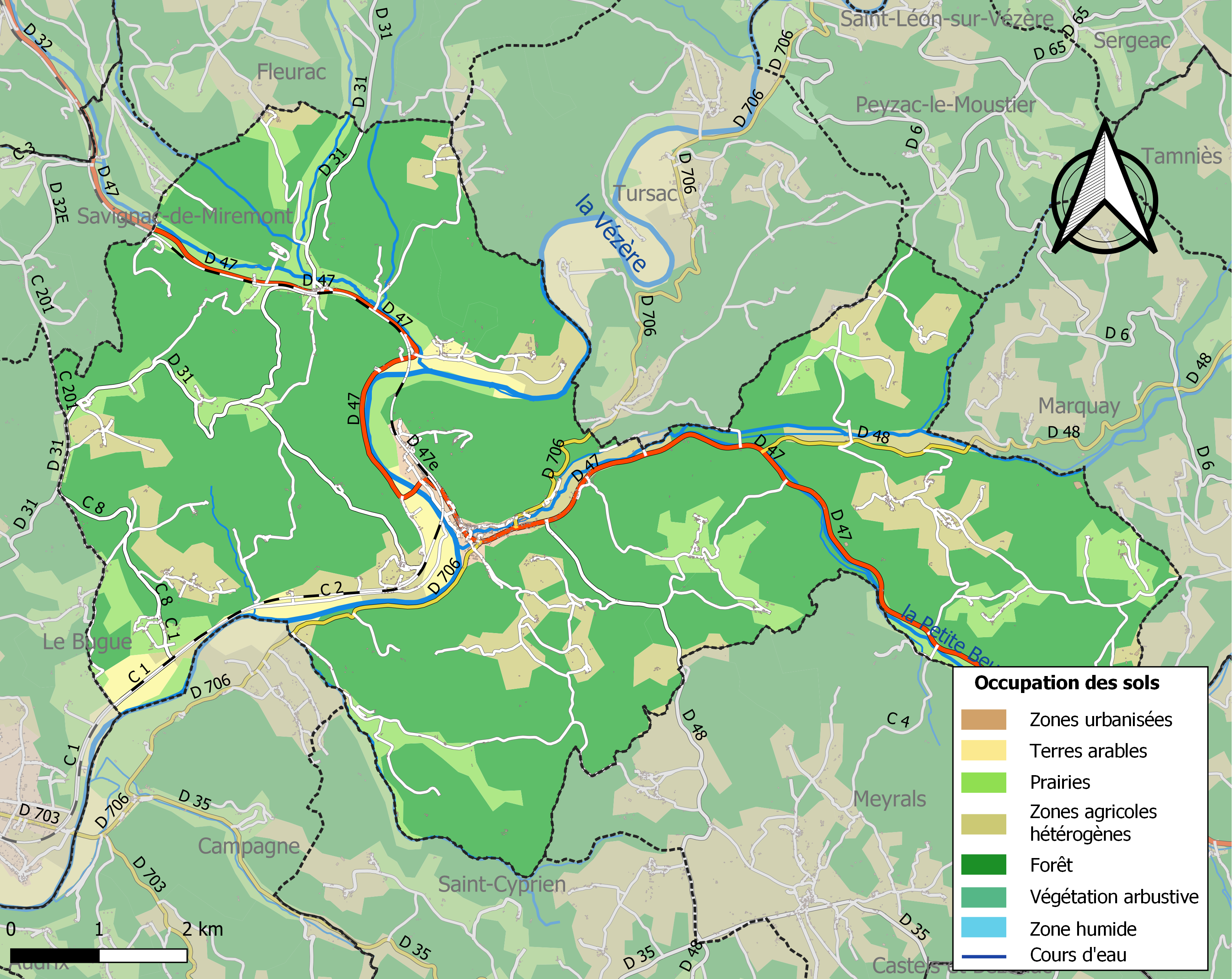
莱塞济的OSM定位图

## 行政
莱塞济的邮政编码为24620，INSEE市镇编码为24172。

## 政治
莱塞济所属的省级选区为人谷县。

## 人口
莱塞济于2022年1月1日时的人口数量为1133人。